# روبرت بي. كينيدي
روبرت بي. كينيدي (بالإنجليزية: Robert B. Kennedy)‏ هو سياسي أمريكي، ولد في 6 فبراير 1940، وتوفي في 1 مايو 2018. حزبياً، نشط في الحزب الديمقراطي. وقد انتخب عضو مجلس نواب ماساتشوستس.